# 有馬鳴動
有馬鳴動（ありまめいどう）、または六甲山鳴動（ろっこうさんめいどう）とは、1899年（明治32年）7月5日から約1年に渡り兵庫県の有馬温泉を中心とする六甲山周辺で続いた群発地震。現在の六甲山では思いもよらないことだが、これは2回目の出来事だという。

## 概要
その震動は、あたかも巨石が天上から墜落したかのごとき物凄さで、住民は一様に狼狽したという。この時、温泉の湧出量が増加し温度が上昇、温泉水が農地に流れ込んだため作物に鉱毒被害をもたらした。

## 経緯

### 世間の騒乱
世間では六甲山の噴火の前兆かと噂され、温泉のみならず有馬・武庫両郡を大きく騒がせた。1899年（明治32年）7月19日付けの『神戸又新日報』は「有馬町の鳴動」と題して「本日五日以来有馬郡有馬町附近にて時々遠雷叉は砲声の如き鳴響ある由～として畏怖し目下避暑の好時期なるにも拘らず帰去するもの多く～」と発表し、21日付けでも「湯山に止まらずして三里余を隔てたる六甲山嶺を中心とし越えて武庫郡に渉れるものなれば武庫、有馬両郡の鳴動を云うべし」と広がりを報じた。
一般的に考えられていた原因は以下の通りだった：
| 「 | 1. 主動は有馬温泉火脈に在りて六甲山嶺を越えて波及すと為すもの。 2. 主動は六甲山脈に在て余響武庫有馬両郡に及び有馬町は其中間深谷に在るを持以って反響一層甚しと為すもの。 3. 主動は紀淡海峡に在りて地底より波動して六甲山に震ひ有馬郡に及ぶと為すもの。1899年（明治32年）8月23日付け『神戸又新日報』 | 」 |

### 専門家による調査
鳴動は当初、1日数回から40余回にまで増え、国もこれを放置しておけなくなり、7月24日に地震協会の理学士・今村明恒が、文部省より命ぜられて原因調査のために派遣された。今村は「当地の鳴動を以って火山破裂の前兆と為すは決して有り得べからざる事なり～鳴動の原因を推定するに当たって～塩塊は温泉の融解せられ地上に顕はるるを以って空虚を出ずるなり此空虚を充たさん為、其空虚の天井が地上に墜落するものにて此墜落の為鳴動を起すなり―」と落盤説を挙げた。
また、8月7日には当時の地震研究の第一人者であった大森房吉も遣わされ、曰く「鳴動は地震の一種にして、原動地は鼓ヶ瀧より南方約三十町即ち六甲山腹の一部字茄子谷の地下三十余町の下層にして塩類その他の鉱物結晶せし部分が地熱のため溶解して空洞を生じ、三方の岩石土塊等の地層隔落せる音響に因て鳴動をなすといえども元来この地方一帯は火山脈のあらざる、とまた往古より開拓せる土地なるをもって、地盤強固にして地上に空穴を生じ羼（せん）水し、あるいはかえって山嶽崩壊し、これがため近村落に危険を醸すが如きおそれなきをもって決して杞憂を懐くに足らず。」と地震説を挙げた。
いずれにせよ、六甲山が噴火する危険は決してないと結論付けられ、専門家の意見は安全であると一致していた。

### 温泉の異変
しかし、11月中旬になり、普段40℃の湯を一日に300石湧出していた温泉が、温度は50℃に上昇して湧出量は600石に増えた。大森はこれを再験測し、原因は鳴動のための通路浚渫によると結論づけた。

## 終息
翌1900年（明治33年）2月頃より鳴動は次第に治まり、7月頃には一昼夜に1、2回となり、ついには完全になくなった。
だが温泉は固形物が多いため、下流の農作物に害が及び、稲苗が枯れ凋んだ。付近の村落は対策として水利組合を設け、鉱毒排除のために土管を埋設して生瀬川に放流した。
当時博文館にいた小説家の江見水蔭は、この鳴動を取材して「六甲山鳴動探検記」を執筆し、著書『星』に掲載した。